# كينيتشي هاشيموتو
كينيتشي هاشيموتو (باليابانية: 橋本 研一) (16 أبريل 1975 في كاناغاوا في اليابان – )؛ هو لاعب كرة قدم ياباني سابق كان يلعب كمهاجم.

## وصلات خارجية
- كينيتشي هاشيموتو على موقع رابطة كرة القدم اليابانية للمحترفين (اليابانية)
- كينيتشي هاشيموتو على موقع قاعدة بيانات كرة القدم.إي يو (الإنجليزية)
- كينيتشي هاشيموتو على موقع عالم كرة القدم.نت (الإنجليزية)